# Proserpine (réacteur)
Pour les articles homonymes, voir Proserpine (homonymie).
Proserpine était un réacteur nucléaire expérimental français utilisant initialement du plutonium comme combustible nucléaire et l'eau légère comme modérateur. Il a été construit au centre CEA de Saclay et divergea pour la première fois le 17 mars 1958.
Proserpine avait pour but de poursuivre des études de criticité avec des solutions aqueuses de sulfate de plutonium, notamment pour l'étude de la criticité de l’usine d'extraction du plutonium de Marcoule. Puis elle a servi à la comparaison de deux éléments fissiles, le plutonium et l'uranium-235, en utilisant de l'uranium enrichi à 90 % fourni par les États-Unis. Proserpine a permis de déterminer la masse minimale critique la plus petite jamais atteinte : 257 grammes de plutonium.
Proserpine était constituée autour d'un cœur cylindrique, une cuve en Zircaloy de
25 cm de diamètre,  contenant au début des expériences environ 300 grammes de plutonium en solution. Le plutonium provenait du traitement du combustible usé du réacteur expérimental EL2.
Le cœur de la pile était entouré de matériaux réflecteur de neutrons en glucine et graphite. En cas de nécessité des barres de sécurité mues par une arbalète pouvaient s'abaisser en un dixième de seconde pour stopper la réaction en chaîne. Les techniciens utilisaient des boites à gants ou des combinaisons en plastiques pour la manipulation du plutonium.
De nombreuses précautions avait été prise pour confiner le plutonium, afin d'éviter toute contamination radioactive. La première barrière de sécurité était le circuit contenant la solution, dont la résistance était préalablement testée. La seconde barrière était un circuit fermé pour récupérer la solution en cas de fuite, et des boites à gants en dépression. La troisième barrière était une enceinte scellée recouvrant complètement la pile et les circuits associés. Le tout était confiné dans un bâtiment sans fenêtre dont l'air était renouvelé 5 fois par heure.
La pile Proserpine était abritée par un bâtiment entouré de murs de béton de 1,30 m d'épaisseur et de 5 m de hauteur. Au-dessus et jusqu’à 10 m ou trouve des épaisseurs de 60 ou 30 cm de béton. Le bâtiment comporte en outre un atelier, plusieurs laboratoires et une salle de décontamination. Dans le hall de ce bâtiment a aussi été installé le dispositif expérimental Alecto.